# Emanuel Englund
Emanuel Isodor Englund, född 22 april 1899 i Säbrå församling, Ångermanland, död 22 april 1967 i Frösö församling, Jämtland, var en svensk skulptör och målare.
Englund bedrev konststudier i Sverige och utlandet. Hans målade konst består av porträtt i färgkrita, ödemarkslandskap, mariner och historiemålningar i olja medan skulpturerna i trä och terrakotta oftast visar upp händelser med en humoristisk betoning och samer.